# Heard It on the Radio
Pour les articles homonymes, voir On the radio.
Singles de Ross Lynch
A Billion Hits
(2012) Can You Feel It
(2012)
Heard It on the Radio est une chanson de Ross Lynch pour la bande son de la série télévisée Austin et Ally. La chanson, publiée le 13 juillet 2012, est écrite et produite par Jeannie Lurie.

## Composition
La  chanson est composée et produite par Jeannie Lurie.
Le 13 juillet 2012, la chanson sort sur iTunes.

## Vidéo
La première vidéo est sortie le 13 juillet 2012.  

## Liste des pistes
- U.S. / Digital download

1. Heard It on the Radio – 3:18

## Charts
| Chart (2012)                                | Peak position |
| ------------------------------------------- | ------------- |
| UK Singles (Official Charts Company)        | 196           |
| US Billboard Bubbling Under Hot 100 Singles | 18            |

## Historique des sorties
| Pays        | Date            | Format                 | Label               |
| ----------- | --------------- | ---------------------- | ------------------- |
| États-Unis  | 13 juillet 2012 | téléchargement digital | Walt Disney Records |
| Royaume-Uni | 21 octobre 2012 | téléchargement digital | Walt Disney Records |